# 사후레

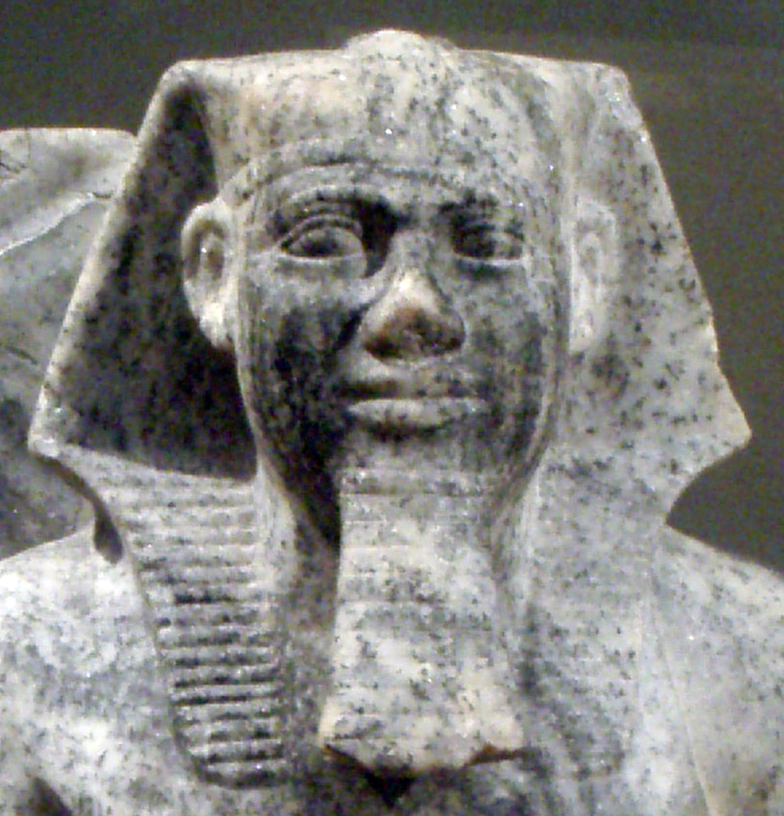

사후레는 이집트 제5왕조의 파라오이다. "레에게 가까운 자"라는 뜻이다. 우세르카프의 아들이다.
아부시르에는 그의 피라미드가 있는데, 여기에 이집트와 레바논 지역간의 교류 장면이 그려져 있다. 레바논에서 제5왕조 파라오들의 흔적이 발견되면서, 이러한 교역이 사실로 밝혀졌다.

## 참고 문헌
- 피터 클레이턴(Peter Clayton) 저, 정영목 역, 《파라오의 역사》, 까치, 2004

| 전임 우세르카프 | 제2대 이집트 제5왕조의 파라오 기원전 2491년 ~ 기원전 2477년 | 후임 네페리르카레 카카이 |